# Amphimallon nigrum
Amphimallon nigrum es una especie de coleóptero de la familia Scarabaeidae.

## Distribución geográfica
Habita en la España peninsular.